# Iberli
Iberli (makedonsky: Иберли) je zaniklá obec v Severní Makedonii. Nachází se v opštině Demir Kapija ve Vardarském regionu.
Podle sčítání lidu z let 2002 a 2021 zde nikdo nežije.